# أجاج

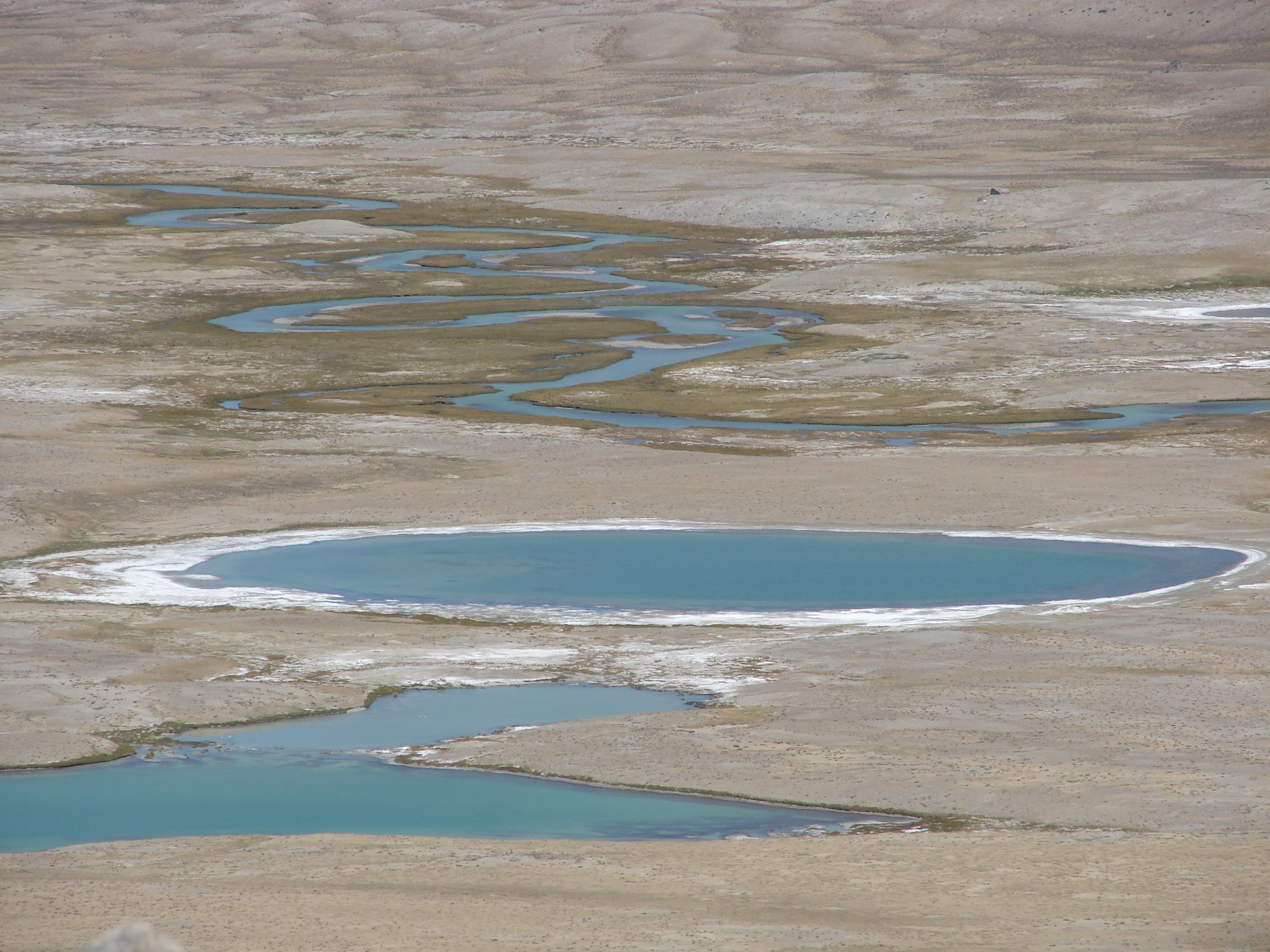
صورة توضح الأجاج المتراكم حول البحيرة

الأُجَاج أو المحلول الملحي هو محلول شديد التركيز من ملح الطعام في الماء، قد يصل إلى درجة الإشباع.